# جرذ الأرز المنقاري
جرذ الأرز المنقاري (الاسم العلمي: Oryzomys rostratus) (بالإنجليزية: Long-nosed Oryzomys)‏ هو نوع من الحيوانات يتبع جنس جرذ الأرز من الفصيلة القدادية.